# Медведь Нанди
Медведь Нанди (Нанди-бэр) — криптид, напоминающий медведя и, по слухам, обитающий в Африке. Также встречаются следующие названия этого существа: чемозит (чемосит), кодумодумо, дубу, керит и другие. Своё основное название существо получило от местности, в которой живет племя Нанди и где чаще всего якобы видели этого «медведя».

## Описание
Ростом якобы крупнее бурого медведя, высотой 130—150 см в холке и напоминает огромную гиену. Шея почти неразличима. Спина круто спускается к задней части и покрыта густой чёрной шерстью. Шерсть покрывает всё тело, включая ноги, и имеет цвет с оттенками от красно-коричневого до тёмного. Морда вытянута, уши маленькие. Передвигается зверь шаркающей походкой, сравнимой с медвежьей. Медведь Нанди якобы ведёт ночной образ жизни.
Нанди, по слухам, обитает на территории Восточной Африки. Чаще всего его якобы видели в лесах Уганды и Кении. При этом, по описанию, существо напоминает вымершего амфициона, или собакомедведя, несколько видов которого в доисторические времена водились как раз на территории Восточной Африки, в частности, в Кении, Танзании и Уганде.

## Встречи с существом
Истории о медведе Нанди передаются сотни лет. При этом подробных описаний не встречается — только то, что они похожи на медведей. Положение стало меняться только в начале XX века — с приходом в Африку европейцев.

### Экспедиция нанди
Джоффри Уильямс, участвовавший в начале века в знаменитой[где?] «Экспедиции нанди», рассказал следующее:
«Мы расположились лагерем в Матайе и пошли к скалам Сиргоит, там-то и увидели зверя. Он возвышался над кустарниками. Мой кузен и бой шли впереди всего сафари, когда трава вдруг расступилась. Кузен закричал: „Что это такое?“ Повернув голову в ту сторону, куда он указывал, я увидел животное в десяти метрах от нас. Оно было похоже на обычного зоопарковского мишку, а ростом достигало 1 метра 50 сантиметров, правда, в таких условиях рост определить довольно трудно. Приблизительно оно было равно нашему медведю. Потом оно скрылось в кустах в направлении Сиргоита этаким характерным галопом. Заря тогда только занималась, но зверя мы хорошенько рассмотрели».

### Майор Тулсон
Известный на плато Уазин Гишу охотник, майор Тулсон, рассказывает о следующем:
«Вечер уже опускался на лес, когда один из моих боев вошёл в комнату и в возбуждении сказал, что возле кухни бродит леопард. Я тут же поспешил наружу и увидел странное животное: у него были длинные волосы сзади, а спереди шерсть чуть удлинялась. Мне показалось, что оно 18-20 дюймов высотой, чёрного цвета, а манера ходить напоминала медвежью — нечто вроде приволакивания ног. К сожалению, было уже довольно темно, и я не успел рассмотреть подробности — особенно голову».

### История инженера-дорожника
«8 марта 1913 года я ехал один на дрезине по дороге из Магади. В 9 часов на 16-й миле в 50 метрах от дороги я увидел животное, которое вначале принял за гиену. Сначала оно находилось прямо на путях, но потом сдвинулось вправо. Было довольно необычно видеть гиену в столь ранний час, но скорость дрезины была довольно приличная, километров 40 в час, и меня быстро пронесло мимо. Было довольно светло, кустарник не превышал 45 сантиметров, земля — чёрная с прогалинами бурого латерита. И всё же, проезжая, я заметил, что это не гиена, ведь размерами она была со льва! По виду оно напоминало бежевого льва-черногривку, но с длинными ниспадающими волосами. Тело коренастое, шея короткая, нос приплюснутый. Тварь даже не удосужилась на меня посмотреть, а пустилась бежать, выбрасывая сразу и передние, и задние ноги. Ноги покрыты волосами — я заметил это, когда оно их вскидывало. Остановиться я не мог в силу обстоятельств, хотя при мне была винтовка».